# Fièvre hémorragique virale
Ne doit pas être confondu avec maladie hémorragique virale du lapin.
Pour les articles homonymes, voir FHV.
 Mise en garde médicale
La fièvre hémorragique virale (FHV) désigne un ensemble de maladies diverses, causées par des virus non apparentés. 
Elles sont la plupart du temps bénignes, voire passent inaperçues, mais elles sont toutes potentiellement graves, avec pour certaines des taux de mortalité importants. Comme chez tous les virus, des variants différents (plus ou moins pathogènes ou virulents) peuvent coexister ou apparaître à la suite de la réponse immunitaire des hôtes infectés.
Certaines sont considérées comme maladies émergentes ou émergentes potentielles, ou susceptibles d'être utilisées comme arme biologique (avec risque qu'elles se retournent contre leurs utilisateurs).
Les « virus hémorragiques » les plus dangereux semblent compter parmi la famille des rhabdovirus, famille très variée encore incomplètement explorée qui touche à la fois des animaux (dont poissons) et des plantes.
Les virus impliqués sont tous des virus à ARN et appartiennent à diverses familles (Flaviviridae, Bunyaviridae, Filoviridae, Arenaviridae). Au plan épidémiologique, on distingue entre les virus transmis par des Arthropodes (moustiques ou tiques, responsables d'arboviroses), les virus à réservoir animal (rongeurs ou chauve-souris) et les FHV de réservoir inconnu.

## Distribution géographique

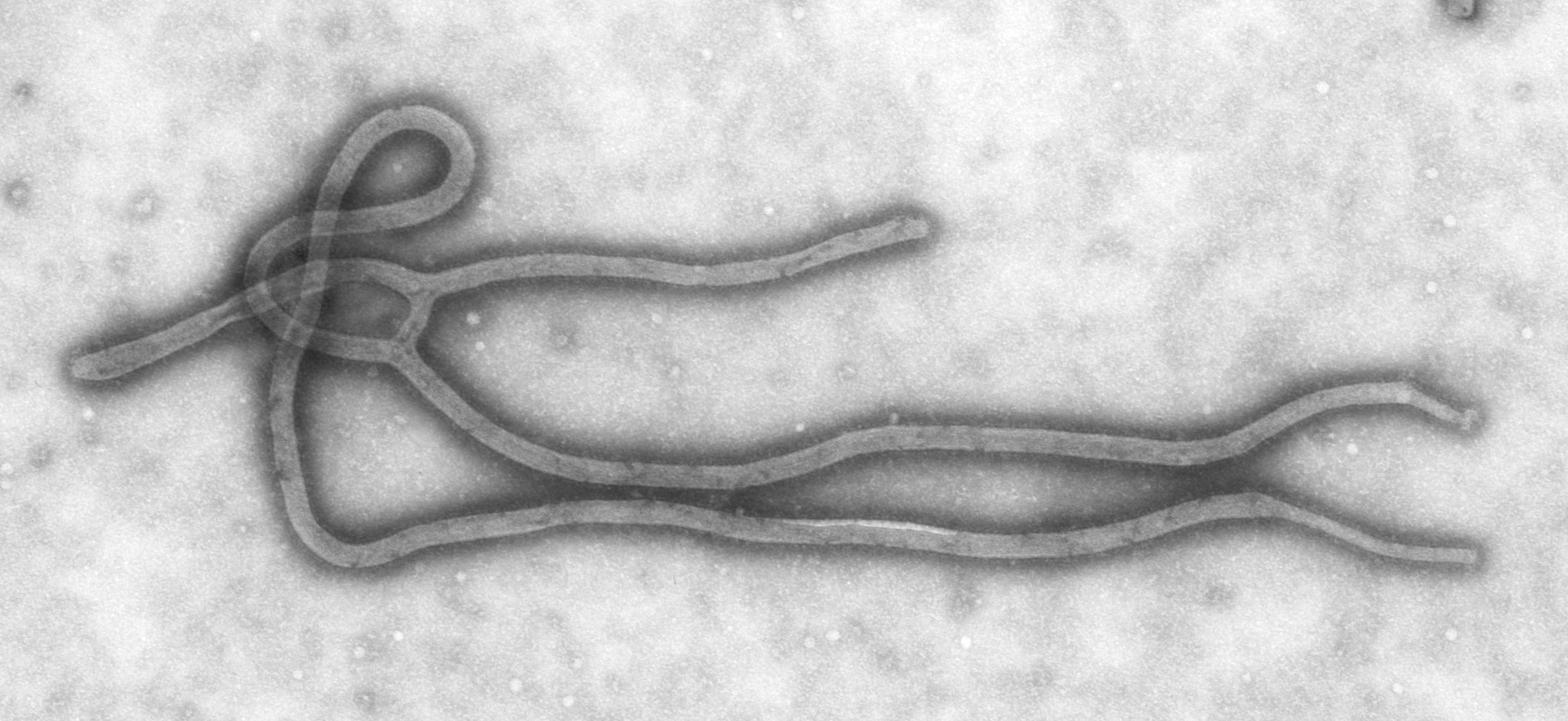
Filoviridae

Elle est généralement bien délimitée, mais non circonscrites aux zones tropicales comme on le croit souvent. Les réservoirs des virus sont a priori toujours animaux, mais parfois ne sont pas identifiés.[réf. nécessaire]
La transmission de l'animal-réservoir à l'humain se fait soit de façon indirecte, par un vecteur comme le moustique dans le cas des arboviroses, soit directe par exposition aux produits biologiques de l'animal infectés par le virus, par exemple les déjections des rongeurs porteurs (Arenaviridae, Hantavirus, Filoviridae).[réf. nécessaire]

## Détection
Elle est réalisée par les épidémiologistes, au vu des symptômes et des épidémies déclarées. La RT-PCR a permis d'accélérer la reconnaissance et le suivi des souches connues, comme pour le virus Ebola ou de Durham.

## Traitements
Dans la plupart des cas, il n'existe pas de traitement spécifique homologué. La prévention repose sur les vaccins lorsqu'ils existent et sur des mesures d'hygiène et de sécurité. Les fièvres hémorragiques virales africaines les plus connues sont la maladie à virus Ebola et la fièvre hémorragique de Marbourg.[réf. nécessaire]

## Clinique

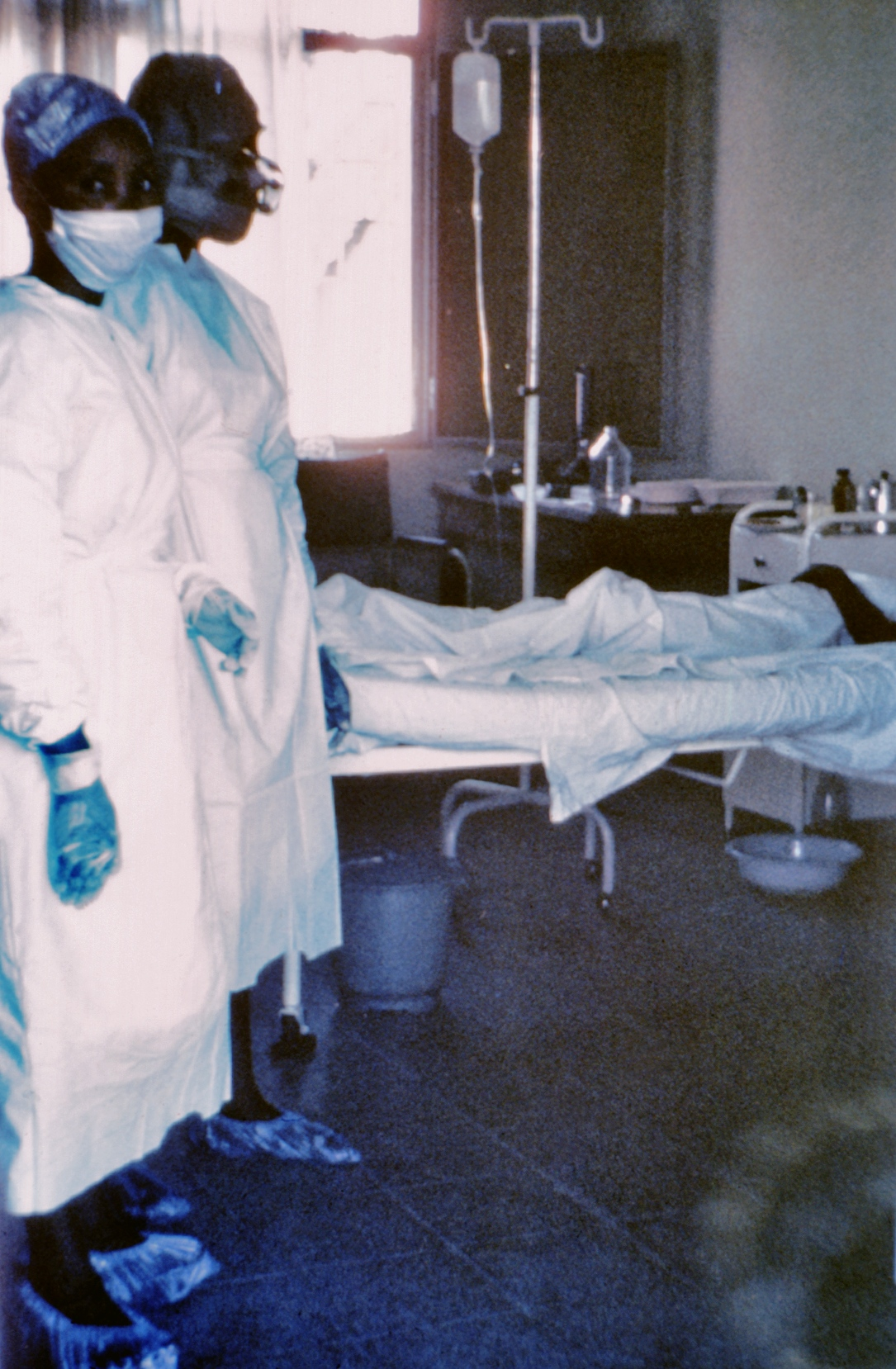
Infirmières en 1976 auprès de patients atteints d'Ebola en République démocratique du Congo

L'incubation est en moyenne de 3 à 7 jours, avec un maximum de 21 jours pour la maladie à virus Ebola. La phase d'invasion est marquée par un syndrome pseudogrippal. Une éruption maculeuse oriente vers une arbovirose (syndrome algoéruptif). Une pharyngite, une hyperhémie conjonctivale, voire un œdème facial sont évocateurs.[réf. nécessaire]
À la phase d'état, le tableau peut se compliquer d'un syndrome hémorragique, pouvant mener à une défaillance multiviscérale, rapidement mortelle. Ces hémorragies sont inconstantes : 1 % pour la fièvre de la vallée du Rift, 20 % à 80 % pour Ebola[réf. souhaitée].

## Diagnostic
Même si la présentation clinique et l'enquête épidémiologique (séjour en zone d'endémie, exposition au risque) sont des éléments essentiels pour suspecter l'étiologie d'une fièvre hémorragique virale, il est le nécessaire d'avoir recours aux examens biologiques pour obtenir un diagnostic de certitude :  une sérologie à la recherche d'anticorps signant une infection récente (IgM) est intéressante lorsqu'elle est positive, mais cette preuve, indirecte, n'est  pas toujours suffisante. Compte tenu de la possibilité de réactions croisées (entre les différents flavirus, par exemple), le diagnostic de certitude nécessite un examen de génie moléculaire (RT-PCR, GeneXpert), l'isolement ou le génotypage du virus en cause.

## Classifications de l'OMS des virus à fièvres hémorragiques
| Famille      | Genre                             | Virus                                              | Maladie | Réservoir                                                     |
| ------------ | --------------------------------- | -------------------------------------------------- | --- | ------------------------------------------------------------- |
| Flaviviridae | Flavivirus                        | Amaril Dengue 1,2,3,4                              | Fièvre jaune Dengue | Aedes                                                         |
| Bunyaviridae | Phlebovirus Nairovirus Hantavirus | Rift Congo-Crimée Hantaan Séoul Puumala Sin Nombre | Fièvre de la vallée du Rift Fièvre hémorragique de Crimée-Congo Fièvre hémorragique à syndrome rénal Syndrome pulmonaire à Hantavirus                       | Apodemus Rattus rattus Clethrionomys Peromyscus               |
| Arenaviridae | Arenavirus                        | Lassa Junín Machupo Guanarito Sabiá                | Fièvre hémorragique de Lassa Fièvre hémorragique argentine Fièvre hémorragique bolivienne Fièvre hémorragique vénézuélienne Fièvre hémorragique brésilienne | Mastomys Calomys Sigmodon alstoni et Zygodontomys brevicauda' |
| Filoviridae  | Filovirus                         | Ebola Z,S,R,CI Marburg                             | Maladie à virus Ebola Virus de Marburg |                                                               |

D'autres virus hémorragiques sont en cours d'étude, dont Lujo mammarenavirus.
Un nouveau virus de la famille des Rhabdoviridae dit virus du bassin du Congo (BASV) a été identifié, en 2009,  à la suite de la survenue de trois cas humains de fièvre hémorragique particulièrement aigüe (village de Mangala, en RDC). Le génome du BASV diffère fortement de celui des autres rhabdovirus. Le réservoir naturel et le mode de transmission de ce virus demeurent inconnus.